# Церковь Преображения Господня (Никулино)
Церковь Преображения Господня (Преображенская церковь) — бывший храм Русской православной церкви в деревне Никулино в Истринском районе (с 2015 года — город областного подчинения Истра) Московской области.

## История
Самое раннее упоминание села Никулина (или Микулина) в письменных источниках относится к первой половине XVI века. В Сотной книги А. С. Упина записано, что в 1538 году Микулино входило в Мушкову Волость, известную с 1328 года. В 1628 году впервые упоминается, что в селе имеется деревянная церковь во имя Казанской Богоматери. О ней архимандрит Воскресенского Ново-Иерусалимского монастыря Леонид (Кавелин) в одной из своих работ сообщал: «Микулино (Никулино), на реке Истре, в 1 вер. от Воскресенска, с деревянною церковию во имя Преображения Господня, построенною в 1622 году вотчинником дьяком Григорием Ларионовым». Через некоторое время храм стал именоваться Преображенским. Неизвестна точная причина его переименования, предположительно оно произошло в результате переосвящения существовавшей Казанской деревянной церкви в честь праздника Преображения Господня.
27 июля 1781 года Преображенская церковь сгорела, и прихожане обратились в Крутицкую духовную консисторию с просьбой построить в селе новую церковь. Прошение было одобрено 29 октября этого же года соответствующим указом. Строительство нового деревянного храма началось в 1782 году и было окончено летом 1783 года. 30 сентября этого же года храм освятили в честь праздника Преображения Господня. Архитектурно здание церкви представляло собой восьмерик на четверике с трапезной и шатровой колокольней.
В начале 1820-х годов был выполнен ремонт крыши храма. В 1864 году были проведены работы по сооружении в южной части трапезной нового иконостаса и установлена печка. Новый придел в трапезной был освящён в честь Казанской иконы Божией Матери, как когда-то именовалась первая церковь в селе. На тот момент в Преображенской церкви было шесть колоколов, вес самого большого составлял 51 пуд. В начале XX столетия особенно остро встал вопрос о новом храме в Никулине, так как деревянное здание за более чем вековую службу сильно обветшало. Прихожане несколько раз подавали прошение о сооружении нового каменного храма, для чего в 1910 году был специально построен кирпичный завод. Но начавшаяся Первая мировая война нарушила эти планы.

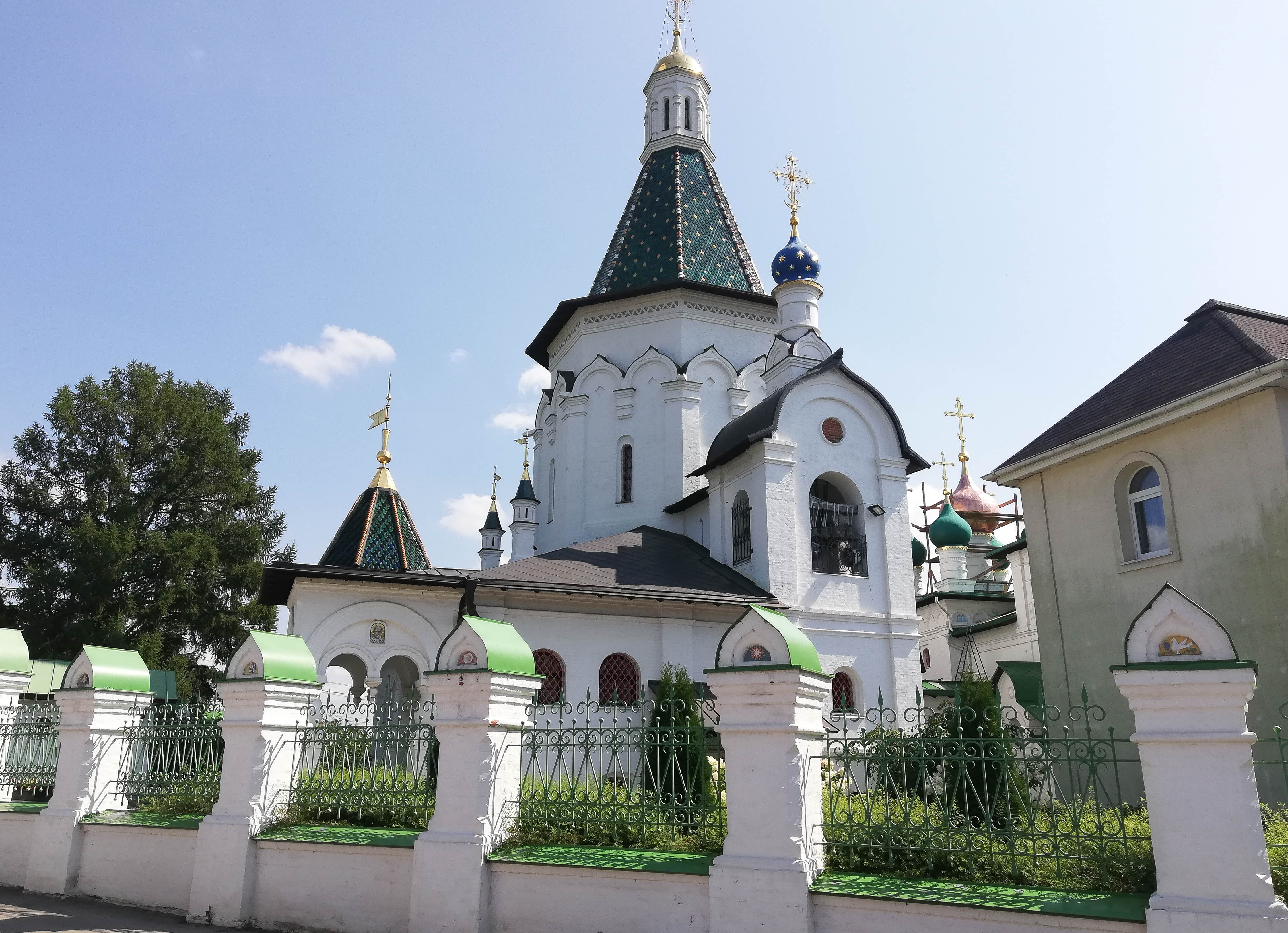
Храм Николая Чудотворца в Никулине

Обветшавший храм пережил революцию 1917 года, но к 1921 году была закрыта его церковно-приходская школа и были национализированы все строения при кирпичном заводе. Сгорела церковь в 1929 году. Спустя некоторое время на её месте был построен сельский клуб.
Только после распада СССР, 17 августа 2000 года в Никулино была зарегистрирована община прихода Никольской церкви села Никулино, которой был выделен земельный участок под строительство нового храма. Тогда же была сооружена временная деревянная церковь, в которой еженедельно совершались молебны. 4 июля 2005 года митрополит Крутицкий и Коломенский Ювеналий благословил строительство в Никулине новой церкви, которая сооружалась с 2009 по 2019 год. 22 августа 2010 года состоялась первая Божественная литургия под сводами строящегося храма, в ноябре 2012 года на куполе был установлен крест. В настоящее время храм Николая Чудотворца в Никулино является действующим.